# Jednota školských informatiků
Jednota školských informatiků (JSI) je organizací pedagogů a odborníků zabývajících se informačními a komunikačními technologiemi (ICT) ve školství.
Na konferenci Informatika ve škole na podzim 2001 vznikla iniciativa s kritickým přístupem k principům Státní informační politiky ve vzdělávání (SIPVZ). Na základě následných zkušeností z jednání s vedením SIPVZ se ukázalo potřebné vytvořit významnější odborně respektovanou platformu. JSI pak byla založena 12. dubna 2002 na 11. ročníku mezinárodní konference Poškole v Sedmihorkách u Turnova, nejprve jako 4. odborná sekce české odnože nejstarší počítačové profesní organizace ACM. Vznik JSI a její činnost byla podpořena představiteli Zlenické iniciativy, pracovníky českých i zahraničních vysokých škol a především informatiky a správci sítí základních a středních škol. Dne 5. prosince 2003 byla JSI zaregistrována na Ministerstvu vnitra jako samostatné občanské sdružení, od června 2016 je vedena jako zapsaný spolek.
JSI sdružuje pedagogy a odborníky, zabývající se ICT ve školství, za účelem získávat a šířit znalosti a zkušenosti s využíváním ICT ve vzdělávání v ČR i v zahraničí a aktivně se podílet na zavádění ICT do výuky a jeho využívání podílet.
JSI byla a je pořadatelem řady vzdělávacích akcí a od roku 2018 pořádá konference o výuce informatiky UčIT jinak. Aktuálně se podílí na řadě projektů podporujících rozvoj informatiky a informatického myšlení na školách všech typů.